# بابی سولو
روبرتو ساتی (ایتالیایی: Roberto Satti؛ زادهٔ ۱۸ مارس ۱۹۴۵) با نامِ هنری بابی سولو (به انگلیسی: Bobby Solo) موسیقی‌دان، خواننده و بازیگر اهل ایتالیا است.
از فیلم‌هایی که وی در آن‌ها نقش داشته‌است، می‌توان به زیباترین زوج جهان و زن کولی اشاره نمود.